# Un pitre au pensionnat
Pour plus de détails, voir Fiche technique et Distribution.
Un pitre au pensionnat (titre original : You're Never Too Young) est un film américain réalisé par Norman Taurog, sorti en 1955.

## Synopsis
Wilbur (Jerry Lewis) est un jeune homme rêvant de devenir coiffeur-barbier et travaille dans un hôtel en tant qu'assistant d'un coiffeur. Il se retrouve impliqué dans un braquage, et pour mieux fuir les truands, se déguise en garçon de 12 ans et se cache dans une école de jeunes filles.

## Fiche technique
Remake du film Uniformes et Jupons courts, premier film américain de Billy Wilder sorti en 1942.

## Distribution
- Dean Martin  (V.F : Michel Gudin) : Bob Miles
- Jerry Lewis  (V.F : Jacques Dynam) : Wilbur Hoolick
- Diana Lynn : Nancy Collins
- Nina Foch  (V.F : Sylvie Deniau) : Gretchen Brendan
- Raymond Burr  (V.F : Jean Violette) : M. Noonan
- Veda Ann Borg : Mme Noonan
- Richard Simmons (non crédité) : un professeur